# St. Nikolai (Fürstenberg an der Oder)

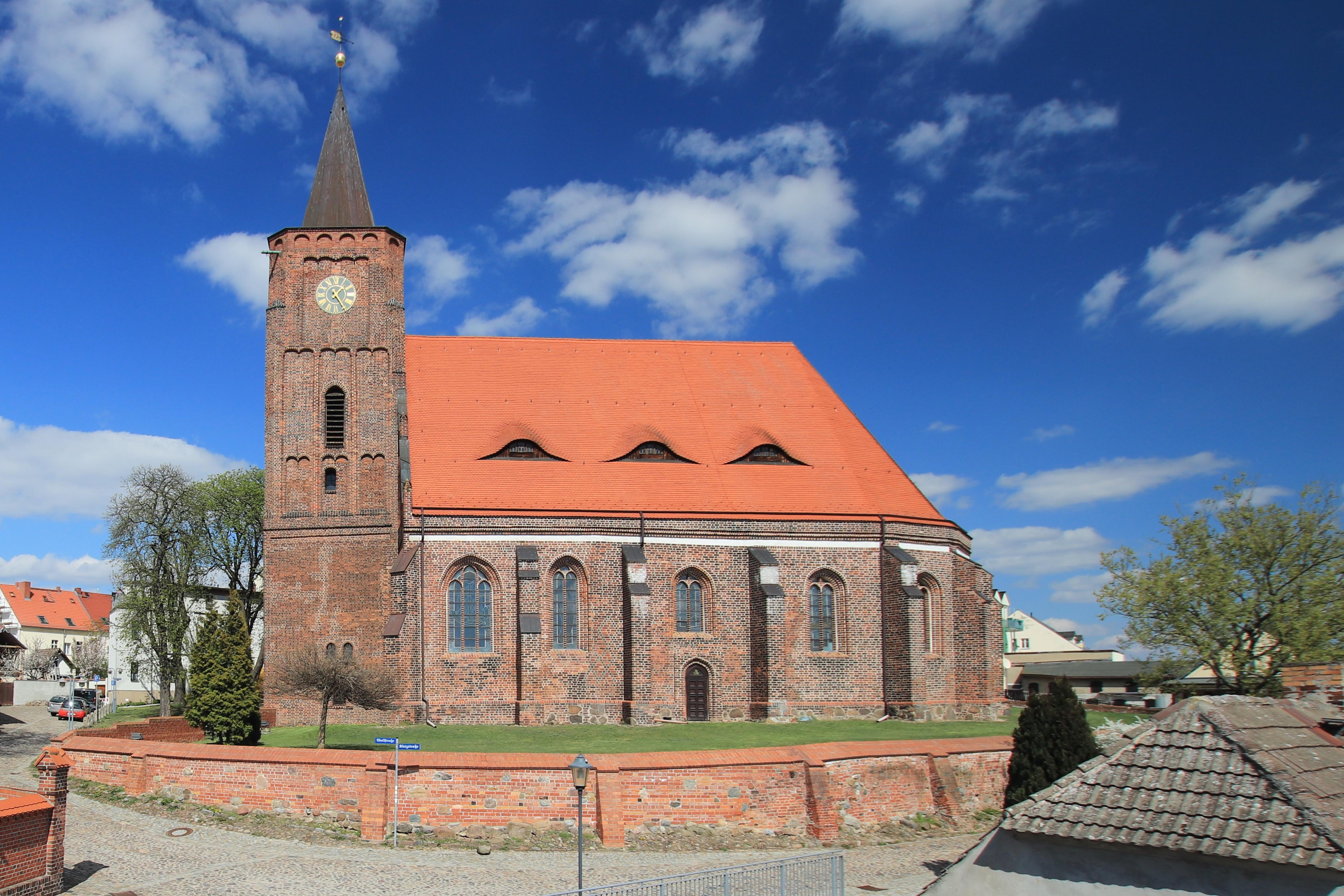
St. Nikolai (Fürstenberg an der Oder)

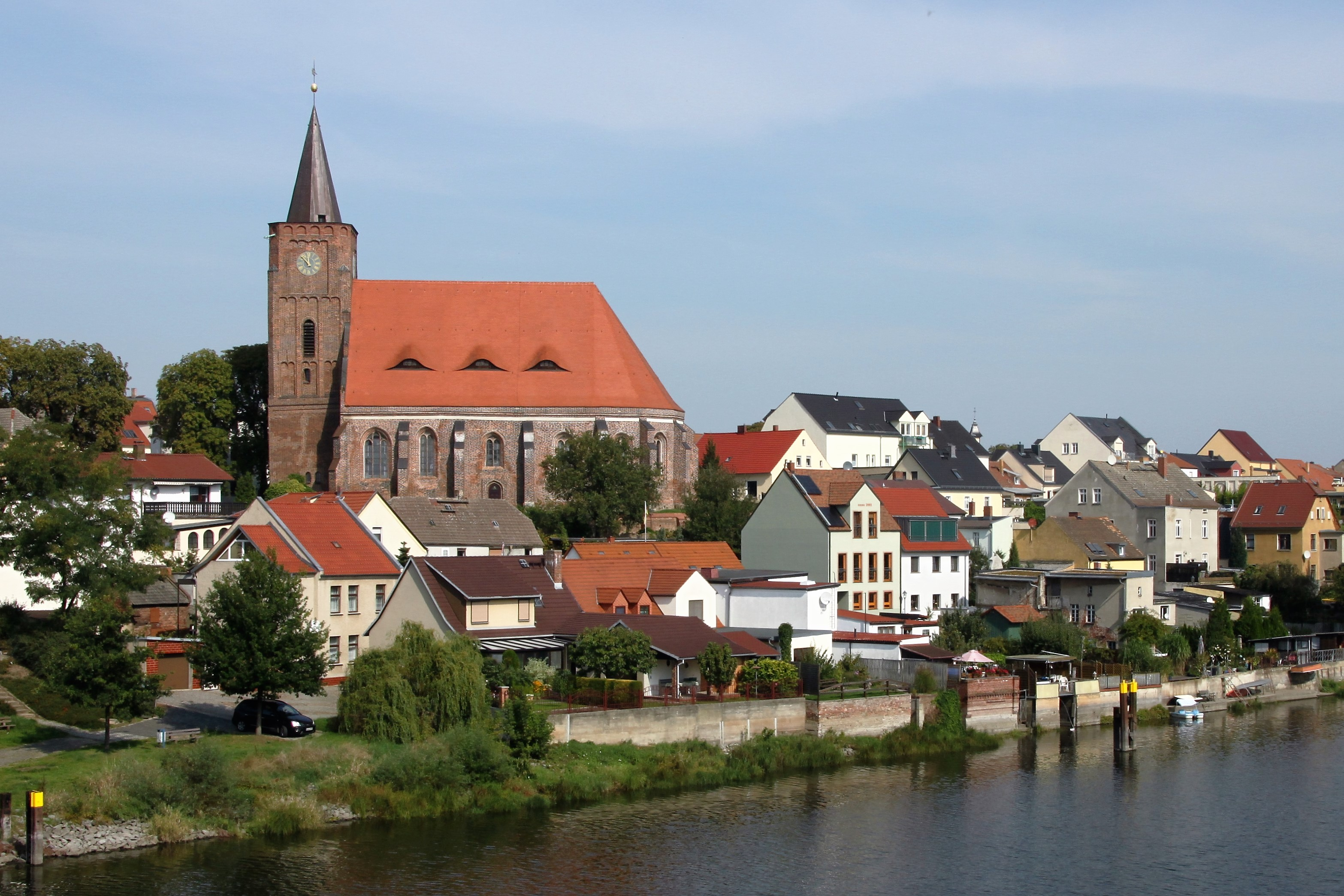
St. Nikolai im Stadtbild mit Oder-Spree-Kanal

Die evangelische Stadtkirche St. Nikolai ist eine spätgotische Backsteinkirche im Ortsteil Fürstenberg (Oder) von Eisenhüttenstadt im Landkreis Oder-Spree in Brandenburg. Sie gehört zur evangelischen Nikolaikirchengemeinde Eisenhüttenstadt im Kirchenkreis Oderland-Spree der Evangelischen Kirche Berlin-Brandenburg-schlesische Oberlausitz und ist auch als Nikolaikirche Eisenhüttenstadt bekannt. Sie steht auf dem hohen Westufer der Oder, beherrscht die Silhouette der Altstadt von Fürstenberg und kann nach Anmeldung besichtigt werden.

## Geschichte und Architektur
Der stattliche spätgotische Backsteinbau wurde wahrscheinlich nach 1370 begonnen. Er wurde im Zweiten Weltkrieg 1945 mit der gesamten Ausstattung durch Brandstiftung zerstört. Der Wiederaufbau des Äußeren wurde in den Jahren 1952 bis 1963 durchgeführt und kam nach der Einwölbung der Seitenschiffe zum Erliegen. Die endgültige Wiederherstellung des Inneren begann 1992 mit der Neueindeckung des Daches und umfasste die Einwölbung des Mittelschiffs der Kirche bis 1999, die Sanierung der Turmbrüstung und der Kirchhofsmauer. Mit der Neueindeckung der Kirchturmspitze in Kupfer im Jahr 2006 fand der Wiederaufbau seinen Abschluss.
Die Stadtkirche ist eine dreischiffige vierjochige Hallenkirche aus Backsteinmauerwerk mit dem baulich aufwändigen Hallenumgangschor. Der Grundriss ist teils stark unregelmäßig nach Norden verschoben, was auf den zur Verfügung stehenden Baugrund zurückgeführt wird. Der Umgangschor zeigt einen vierseitigen Schluss im Mittelschiff, während der äußere Schluss sechsseitig ausgeführt ist. Der massige, im Grundriss quadratische Westturm stammt im Unterteil noch vom spätgotischen Bau, wurde 1565 durch einen Aufsatz mit reicher Blendengliederung und abgeschrägten Ecken am Oberteil erhöht und erhielt als Abschluss einen steinernen Turmhelm. 
Das gedrückt spitzbogige Westportal ist relativ klein. An der Nordseite wurde ein zweigeschossiger gewölbter Anbau mit Blendengiebel zwischen Ende des 15. und Anfang des 16. Jahrhunderts erbaut, der im Untergeschoss die Sakristei sowie eine offene Vorhalle mit dem Haupteingang und im Obergeschoss eine zum nördlichen Seitenschiff geöffnete Kapelle enthält. Das gedrückt wirkende Innere der Kirche ist durch die stämmigen Achteckpfeiler auf hohem rundem Sockel (der beim westlichen Pfeilerpaar fehlt) und die reichen Sterngewölbe geprägt. Die Formen der Gewölbe ähneln denen der Kirchen in Mittenwalde und Bernau. Zumeist zweiteilige relativ schmale Spitzbogenfenster erhellen das Innere der Kirche.

## Ausstattung
Die Ausstattung bestand bis zur Zerstörung aus einem barocken Altar von 1689 und einem Orgelprospekt von 1701, zweigeschossigen barocken Orgelemporen und einer spätmittelalterlichen Triumphkreuzgruppe. Die Kanzel und die Taufe entstammten dem 17. Jahrhundert. Ein Epitaph des C. Jänich († 1703) war ebenfalls von historischem Wert.
Die Fenster wurden 1999 mit Glasmalereien von Annelie Grund ausgestattet.
Die liturgische Ausstattung besteht aus drei Kelchen, von denen einer aus Zinn am Ende des 17. Jahrhunderts, ein weiterer silbervergoldeter um 1700 und ein dritter aus Silber in Jugendstilformen um 1900 entstand. Ein Leuchterpaar aus Messing wurde 1613 geschaffen.

## Orgel
Nach der Wiederherstellung des Inneren wurde 1999 eine Orgel der Firma Hermann Eule Orgelbau Bautzen mit 29 Registern auf zwei Manualen und Pedal eingebaut. Sie besitzt mechanische Schleifladen. Die Disposition lautet:
| I Hauptwerk C–g3 |       |
| Bourdon          | 16′   |
| Principal        | 8′    |
| Hohlflöte        | 8′    |
| Viola da Gamba   | 8′    |
| Octave           | 4′    |
| Blockflöte       | 4′    |
| Superoctave      | 2′    |
| Quinte           | 2 ⁄3′ |
| Mixtur IV–V      | 1 ⁄3′ |
| Fagott           | 16′   |
| Trompete         | 8′    |
| Tremulant        |       |

| II Schwellwerk C–g3 |        |
| Holzprinzipal       | 8′     |
| Gedackt             | 8′     |
| Salicional          | 8′     |
| Unda Maris          | 8′     |
| Principal           | 4′     |
| Rohrflöte           | 4′     |
| Flageolett          | 2′     |
| Scharff III–IV      | 1′     |
| Nasard              | 2 ⁄3′  |
| Terz                | 1 3⁄5′ |
| Oboe                | 8′     |
| Tremulant           |        |

| Pedal C–f1   |     |
| Principalbaß | 16′ |
| Subbaß       | 16′ |
| Oktavbaß     | 8′  |
| Gedacktbaß   | 8′  |
| Choralbaß    | 4′  |
| Posaune      | 16′ |
| Trompete     | 8′  |

- Koppeln: II/I, I/P, II/P
- Nebenregister: Zimbelstern